# Loi Gouvion-Saint-Cyr
 (juillet 2025).
Si vous disposez d'ouvrages ou d'articles de référence ou si vous connaissez des sites web de qualité traitant du thème abordé ici, merci de compléter l'article en donnant les références utiles à sa vérifiabilité et en les liant à la section « Notes et références ».
La loi sur le recrutement de l'armée, dite loi Gouvion-Saint-Cyr est une loi française du 10 mars 1818 (période de la Restauration) ayant trait à l'organisation du recrutement dans l'armée.
Cette loi, instaurée par Laurent de Gouvion-Saint-Cyr, ministre-secrétaire d'État de la Guerre, réaffirme le principe révolutionnaire de conscription qui avait été aboli par la Charte de 1814. Le recrutement militaire se fait désormais par le volontariat et par tirage au sort : il s'agit donc d'une loi égalitaire, bien qu'il soit possible de payer pour « racheter » un remplaçant. Par ailleurs, les nobles n'entrent plus directement en tant qu'officiers.
Ce système reste en vigueur jusqu'en 1872.

## Le recrutement

### Les effectifs
La loi de 1818 prévoit la constitution d'une armée de 240 000 hommes. Comme le service militaire (volontariat et conscription) dure six ans, il n'est nécessaire de recruter que 40 000 hommes chaque année.
Ce recrutement est loin de représenter les effectifs globaux d'une classe annuelle d'âge. Une partie des jeunes Français âgés de 20 ans ne font donc pas leur service militaire. Cependant ils n'en sont pas pour autant libres. Ils doivent attendre que l'on organise les opérations de recrutement. De ce fait ils ne peuvent se marier car ils doivent rester disponibles. Cette incertitude quant à l'avenir est une source de mécontentement dans la population.

### La durée de l'engagement

#### L'armée d'active
Le service militaire dure six ans. Il commence le 1er janvier de l'année qui suit les conseils de révision, c'est-à-dire la séance publique où les jeunes gens sont désignés et à l'issue de laquelle ils sont immatriculés sur les registres des corps d'armée.
En temps de paix, le service s'achève le 31 décembre de chaque année, les soldats ayant servi pendant six années sont alors renvoyés dans leurs foyers. En temps de guerre, les soldats ayant servi pendant six années sont libérés de leurs obligations immédiatement après l’arrivée dans leur corps d'armée du contingent de nouvelles recrues destinées à les remplacer.

#### L'armée de réserve territoriale
Ayant accompli leur service, les hommes ne sont pas pour autant libérés de leurs obligations. En temps de guerre, les sous-officiers et soldats rentrés dans leurs foyers sont assujettis à un service territorial dont la durée est fixée à six ans. Ils prennent alors la dénomination de « vétérans ».
Cependant les vétérans peuvent se marier et avoir une activité professionnelle. En temps de paix, ils ne sont appelés à aucun service, et en temps de guerre, ils sont utilisés à l'intérieur des limites de leur région militaire sauf si une loi en décide autrement.
Sont exemptés du service territorial les sous-officiers et soldats âgés de plus de 32 ans ou qui auraient déjà accompli douze ans de service actif. Il en est de même pour ceux qui auraient été réformés pour blessure et infirmité grave.

### Les volontaires
Le recrutement obligatoire des jeunes gens par le système de la milice provinciale sous l'Ancien Régime ou de la conscription organisée après 1798 et qui avait été la règle pendant tout l'Empire, était rejeté par la population. Aussi dès 1814, la Charte constitutionnelle avait supprimé la conscription forcée. Désormais l'armée devait être une armée de métier basée sur le volontariat.
Peuvent se porter volontaires tous les Français âgés de plus dix-huit ans. Ils doivent jouir de leurs droits civils et avoir les qualités physiques nécessaires. Sont exclus les repris de justice et les vagabonds.
La durée des engagements volontaires est de six ans dans les légions départementales, pour l'essentiel les fantassins qui sont recrutés dans chaque département, et de huit dans les autres corps.
L'engagement volontaire ne donne droit à aucune prime en argent (comme c'était le cas dans les armées de l'Ancien Régime).
Les engagements volontaires ont lieu devant les officiers de l'état civil, la durée de l'engagement doit être inscrite dans l'acte, les autres conditions sont faites oralement.

### L'appel nécessaire
Il est évident que le nombre de volontaires se révèlerait insuffisant pour remplir les effectifs annuels. Aussi dès 1818, il faut rétablir une conscription qui sera camouflée sous le nom d'appel. Cependant tous les jeunes Français n'étaient pas soumis à cette obligation. Une partie d'entre eux étaient dispensée des obligations militaires : ce sont les dispensés.

### Les dispensés

#### Les aptitudes physiques
L'armée de l'époque, composée pour l'essentiel de fantassins, réclame des aptitudes physiques. Les jeunes gens dont la taille est inférieure à un mètre cinquante-quatre sont refoulés (ce qui exclut la population d'origine ouvrière, qui à cause des conditions de travail et de vie qui étaient les siennes depuis le plus jeune âge, n'atteignait pas le plus souvent cette taille)[réf. nécessaire]. Il en est de même pour les infirmes ; là encore les jeunes ouvriers sont en grande partie exclus du fait des très nombreux accidents du travail. La fraude à l'infirmité est assez répandue avec les mutilations volontaires, celles-ci sont sévèrement punies lorsqu'elles sont détectées.

#### Les conditions familiales
L'essentiel de la production agricole et artisanale se faisait alors dans le cadre d'une économie familiale. La rareté des machines exigeait une forte main-d'œuvre. L'assistance sociale aux familles touchées par les malheurs était également rudimentaire. Il fallait préserver les « soutiens de familles ». Aussi de nombreuses exemptions sont prévues pour les familles où il manque tout ou partie des membres.
Sont dispensés : l'aîné d'une famille d'orphelins de père et de mère ; le fils unique ou l'aîné des fils, et, à défaut de fils, le petit-fils ou l'aîné des petits-fils d'une femme veuve, d'un père aveugle, ou d'un vieillard septuagénaire.
Ne sont pas pris comme soldats, ceux dont un frère est sous les drapeaux, à quelque titre que ce soit, ou est mort en activité de service, ou a été réformé pour blessures reçues ou infirmités contractées à l'armée.

#### Les occupations professionnelles
Sont évidemment exemptés de l'appel les volontaires déjà engagés, mais aussi les jeunes marins et personnels des arsenaux et chantiers navals qui sont déjà recensés par l'inscription maritime qui leur fait obligation de servir dans la marine de guerre.
Les officiers de santé (personnel médical n'ayant pas le diplôme de médecin) employés dans les armées de terre et de mer sont exclus du fait qu'ils servent déjà.
Les séminaristes catholiques poursuivant leurs études, les membres du clergé des cultes protestants et judaïque (qui sont à l'époque des fonctionnaires de l'État en vertu du Concordat de 1802) sont dispensés. Mais en cas d'abandon ils perdent la dispense.
Sont également dispensés les membres de l'enseignement à condition qu'ils aient signé un engagement de dix ans de service dans l'enseignement public. Il en est de même pour les élèves de l'École polytechnique et de nombreuses écoles formant aux métiers supérieurs de la fonction publique. Bien entendu, en cas d'abandon des études ou de l'échec à l'examen ou concours final, ou bien de démission dans les premières années du métier (au moins les six premières années, correspondant à la durée du service militaire), la dispense disparaît et le jeune homme doit être alors soumis aux conditions générales de l'appel (en particulier le tirage au sort).

### Le tirage au sort
Chaque année, les effectifs appelés sous les drapeaux sont répartis entre les départements, les arrondissements et les cantons. Chacune de ces collectivités doit fournir un nombre de soldats en proportion de sa population (le tout supposant un recensement). On estime le nombre de volontaires s'engageant cette année-là en se basant sur leur nombre dans l'année précédente. Cela permet de savoir approximativement combien il va falloir de conscrits pour compléter les effectifs assignés à la collectivité concernée. Les chiffres sont alors portés à la connaissance du public.
Les jeunes gens sont recrutés au niveau cantonal. Ils doivent y être domiciliés et avoir eu 20 ans l'année précédant le recrutement.
La séance de recrutement a lieu en public et est présidée par le sous-préfet de l'arrondissement assisté par les maires des communes du canton.
Il est établi une liste des jeunes gens concernés, les noms qui y figurent sont lus à haute voix (nombre de jeunes gens sont analphabètes à l'époque). Il peut y avoir des observations faites par les jeunes gens ou leur représentant. Elles seront ou non retenues après concertation entre le sous-préfet et les maires. Le cas échéant le tableau est rectifié et certifié par les autorités.
Le recrutement a lieu par le tirage au sort. Les jeunes gens sont appelés chacun leur tour selon l'ordre de la liste. D'une urne chaque jeune homme doit retirer un bulletin portant un numéro. Il peut être représenté par l'un de ses parents ou par le maire de la commune de sa résidence. Sur la liste nominative le numéro tiré est inscrit en face du nom du jeune. En même temps, le nom du jeune est inscrit sur une liste numérotée en regard du numéro tiré. On reporte également les possibilités d'exemption ou de dispense de service (voir ci-dessus). On sait donc au fur et à mesure du tirage combien il reste de postes à pourvoir en fonction de l'effectif demandé. On continue le tirage en dépassant cet effectif car il va y avoir des réclamations parmi ceux qui ont tiré le mauvais numéro qui les condamne au service. Souvent il faut poursuivre le tirage jusqu'au numéro double de celui de l'effectif exigé du canton. Si certaines réclamations sont acceptées, les places des bénéficiaires de la mesure sont attribuées aux suivants sur la liste de tirage.
La liste numérotée est ensuite lue et publiée.

### Le remplacement
Tous les jeunes gens ayant tiré le mauvais numéro ne seront pas appelés à faire le service de six ans. Il est en effet possible de se faire remplacer. Le remplaçant doit ne pas ou ne plus être soumis aux obligations militaires. Il doit avoir moins de 30 ans ou de 35 ans s'il est un ancien militaire. Il doit bien entendu satisfaire aux exigences physiques requises pour être soldat. C'est au moment de la réunion du conseil de recrutement que l'on doit proposer le nom du remplaçant. Un jeune ayant tiré un bon numéro peut se porter immédiatement volontaire pour être remplaçant.
En cas de défaillance du remplaçant, comme la désertion, le remplacé en est responsable pendant un an. En cas de mort du remplaçant pendant le service, le remplacé est considéré comme libéré et ne fait pas le temps restant pour accomplir les six années.
Des agences spécialisées se chargeaient de fournir les remplaçants. Les familles ayant des moyens financiers avaient recours à leur service.

## L'encadrement
La loi Gouvion-Saint-Cyr organise également l'encadrement de l'Armée de terre. Elle ne revient pas aux usages de l'Ancien Régime, où la noblesse se réservait les grades d'officiers et étaient propriétaires des régiments ou des compagnies, ce qui faisait que certaines unités avaient des enfants pour capitaines ou colonels.
Désormais les sous-officiers et les officiers doivent avoir un âge minimum (20 ans révolus pour les sous-officiers). Tous devront avoir des années d'ancienneté pour être promus. Les sous-officiers doivent avoir été soldats pendant au moins deux ans et les officiers devront avoir servi pendant deux ans minimum comme sous-officiers. Les officiers peuvent également être nommés après avoir suivi les cours et exercices des écoles militaires et avoir réussi les examens.
Les promotions se font en partie au mérite (un tiers des sous-lieutenants sont pris parmi les sous-officiers). Les deux tiers des grades des lieutenants des capitaines, des chefs d'escadron ou de bataillon et des lieutenants-colonels sont attribués à l'ancienneté et il faut au moins avoir passé quatre années dans un grade pour être promu au grade supérieur. Seul le remplacement sur le champ de bataille pour combler les pertes permet d'abréger les délais. Il en est de même pour les officiers qui auraient accompli des actions d'éclat exceptionnelles pendant les opérations militaires.

## Annexe